# Curt Cacioppo
Curt Cacioppo, född 1951 i Ravenna, Ohio, är en amerikansk klassisk kompositör, pianist och musikprofessor.
Cacioppo doktorerade i komposition vid Harvard och undervisade där i fyra år. Sedan 1983 är han verksam som professor vid Haverford College.
Skivan Laws of the Pipe utkom år 2012 och är inspirerad av USA:s ursprungsbefolkningskultur.